# Frea johannae
Frea johannae es una especie de escarabajo longicornio del género Frea, tribu Ceroplesini, familia Cerambycidae. Fue descrita científicamente por Gahan en 1890.
Se distribuye por África Oriental: Comoras. La especie mide 14-17 milímetros de longitud. El período de vuelo ocurre en el mes de septiembre.